# Primnoella antarctica
Primnoella antarctica är en korallart som beskrevs av Kükenthal 1907. Primnoella antarctica ingår i släktet Primnoella och familjen Primnoidae.
Artens utbredningsområde är Södra Ishavet. Inga underarter finns listade i Catalogue of Life.